# Art Ensemble of Chicago
L'Art Ensemble of Chicago, spesso denominato per brevità AEOC è un gruppo jazz di avanguardia sviluppatosi dalla AACM di Chicago alla fine degli anni 1960. Nonostante la morte di due dei membri fondatori, il gruppo è ancora attivo, sia in studio sia in tour.
I concerti dell'AEOC sono caratterizzati visivamente dall'uso di costumi etnici e pitture facciali e corporee. Gran parte dei componenti sono polistrumentisti e, oltre a strumenti tradizionali, fanno un uso estensivo di quelli che hanno chiamato piccoli strumenti, come campanelli da bicicletta, campane, e una grande quantità di strumenti a percussione ricavati da ogni tipo di oggetto. Queste due caratteristiche rendono ogni concerto una performance visiva quanto sonora.
La musica dell'AEOC ingloba l'avanguardia, il free jazz e rilegge e recupera in chiave moderna l'intera tradizione musicale afroamericana. Le loro performance sono dei veri e propri live act in cui ogni musicista concorre alla esecuzione del brano portando le sue idee sonore, i balli, i canti e i variopinti costumi.

## Storia
La storia dell'Art Ensemble incomincia nel 1965, quando il pianista Muhal Richard Abrams, già leader della Experimental Band, fondò la Association for the Advancement of Creative Music, attorno alla quale si riuniva un gruppo di musicisti stanchi del modello conformista a cui era giunto il jazz dell'epoca, con l'intento di proporre una nuova figura di jazzista, più coinvolto nell'attivismo politico e sociale e più attento nel recupero del patrimonio culturale delle proprie radici. Nel 1966 venne pubblicato Sound, un album firmato Roscoe Mitchell Sextet. Di questo sestetto facevano parte, tra gli altri, Roscoe Mitchell, Lester Bowie (tromba) e Malachi Favors (contrabbasso), tutti membri della AACM e futuri componenti dell'Art Ensemble. Nel 1967 si aggiunse temporaneamente Phillip Wilson (batteria), producendo per l'etichetta Nessa Records l'album Congliptious (1968) con la sigla Roscoe Mitchell Art Ensemble.
Dopo l'uscita di Wilson, nel 1969 il gruppo venne invitato a Parigi per un festival, ma finì per rimanervi per ben due anni, perché la scena musicale e politica era favorevole alle loro idee artistiche. Nella capitale francese fu pubblicato il primo disco con il nome Art Ensemble of Chicago. L'album, uscito sotto l'etichetta francese BYG-Actuel, si intitola A Jackson in Your House e venne registrato il 23 giugno 1969 in un'unica session. Durante la permanenza in Francia l'AEOC registrò molti altri album di notevole spessore artistico, facendo entrare nel gruppo anche il batterista Don Moye.
Nel 1971 il gruppo fece ritorno negli Stati Uniti e i rispettivi membri si dedicarono ognuno ai propri progetti salvo poi confluire insieme per concerti o incisioni. Le prime incisioni al ritorno dall'Europa furono appunto le registrazioni di concerti tenuti rispettivamente a Chicago, (Live at Mandell Hall) e all'Ann Arbor Jazz Festival (Bap-tizum).
Nel 1978 l'AEOC firmò per l'etichetta discografica tedesca ECM, continuando a partecipare a numerosi festival di jazz in tutto il mondo e consolidando notevolmente la fama che rimase inalterata fino al termine degli anni ottanta.
Nel 1984 la label giapponese DIW li mise sotto contratto per la produzione di una serie di dischi monografici dedicati a John Coltrane e Thelonious Monk e antologici, contenenti brani di Duke Ellington, Jimi Hendrix e Fela Kuti.
Nel 1993 il sassofonista Jarman lasciò il gruppo per ragioni spirituali. Il gruppo si ritrovò in sala d'incisione nel 1995 per registrare per la Atlantic Records l'album Coming Home Jamaica. Nel 1999 venne a mancare Lester Bowie e nel 2001 il gruppo gli dedicò uno struggente tributo musicale, che fu pubblicato dalla ECM con il titolo Tribute to Lester. Dopo dieci anni Jarman rientrò nell'AEOC, ma un altro lutto spense l'entusiasmo del suo rientro e la ritrovata fama del gruppo: il 30 gennaio 2004 scomparve il bassista Malachi Favors.

## Discografia parziale
- 1969 - A Jackson in Your House
- 1969 - Tutankhamun
- 1969 - The spiritual
- 1969 - People in Sorrow
- 1969 - Message to Our Folks
- 1969 - Reese and the Smooth Ones
- 1969 - Eda Wobu
- 1970 - Certain Blacks
- 1973 - Go Home
- 1973 - Chi-Congo
- 1970 - Les Stances à Sophie
- 1974 - Live in Paris
- 1970 - Art Ensemble of Chicago with Fontella Bass
- 1973 - Phase One
- 1972 - Live at Mandell Hall
- 1972 - Bap-tizum
- 1973 - Fanfare for the Warriors
- 1988 - Kabalaba
- 1978 - Nice Guys
- 1979 - Live in Berlin
- 1980 - Full Force
- 1980 - Urban Bushmen
- 1981 - Among the People
- 1984 - The Third Decade
- 1985 - Live in Japan
- 1986 - Naked
- 1987 - Ancient to the Future
- 1989 - The Alternate Express
- 1990 - Soweto
- 1990 - Live at the 6th Tokyo Music Joy
- 1991 - America – South Africa
- 1991 - Thelonious Sphere Monk
- 1991 - Dreaming of the Masters Suite
- 1993 - Salutes the Chicago Blues Tradition
- 1998 - Coming Home Jamaica
- 2003 - Tribute to Lester
- 2003 - The Meeting
- 2003 - Reunion
- 2003 - Urban Magic
- 2004 - Sirius Calling
- 2006 - Non-Cognitive Aspects of the City
- 2007 - Fundamental Destiny
- 2008 - Peace Be Unto You
- 2019 - We Are On The Edge (A 50th Anniversary Celebration)
- 2023 - The Sixth Decade: From Paris to Paris[1]